# Libre Antenne (Fun Radio)
Pour les articles homonymes, voir Libre Antenne.
 (mai 2012).
Si vous disposez d'ouvrages ou d'articles de référence ou si vous connaissez des sites web de qualité traitant du thème abordé ici, merci de compléter l'article en donnant les références utiles à sa vérifiabilité et en les liant à la section « Notes et références ».
 (novembre 2012).
La Libre antenne est une émission de radio diffusée entre le 25 août 2008 et le 28 juin 2013 sur Fun Radio France et, durant l'année 2008-2009, sur Fun Radio Belgique. Elle remplace l'émission Le Talk.
L'émission dure un peu plus de trois heures, de 20h45 à minuit. Elle est diffusée en direct du lundi au jeudi, et les meilleurs moments de la semaine rediffusés le dimanche.
Une autre Libre Antenne est créée pour la Belgique depuis la saison 2009/2010.
L'émission disparaît en juin 2013 au profit du retour de l'émission Lovin' Fun.

## L'équipe

### Au micro
- Karel (Olivier Rouault), l'animateur principal qui dirige la Libre Antenne

- Jeff (Jefferson Dias)

- Tony (Antoine Martinez)

- Sandra (Sandra Marconi)

### Au standard
- Aurélie Bossu, appelée Lilou

- Kassim Leghbali, appelé Kassim

### Autres membres
- Denise, la doyenne et speakerine de l'émission. Le 28 juin 2013, Denise reprend La Ligne Rose, délaissée par Sandra mais en changeant les règles.
- Jérôme Saupin, surnommé Dédé, le producteur son de l'émission. Il interprète parfois ou prend la voix de plusieurs personnages fantaisistes.
- Maxime Torres, producteur de l'émission

### Historique des animateurs
- Saison 2007-2008 : Clément, Jeff, Mélanie, Sandra (arrivée en janvier 2008). L'émission portait comme nom Le Talk.
- Saison 2008-2009 : Morgan, Tony, Jeff, Mélanie, Sandra
- Saison 2009-2010 : Morgan (remplacé par Karel en janvier 2010), Tony, Jeff, Mélanie, Sandra
- Saison 2010-2011 : Karel, Tony, Jeff, Mélanie, Sandra
- Saison 2011-2012 : Karel, Tony, Jeff, Sandra
- Saison 2012-2013 : Karel, Tony, Jeff, Sandra

Le 10 juillet 2013, Fun Radio annonce que La Libre Antenne de Karel ne sera pas reconduite après l'été, mais que Karel animerait Lovin'Fun.

## Déroulement de l'émission
Voici l'exemple type d'une soirée de Libre Antenne :

### Événements quotidiens
- 20h45 : On commence l'émission avec un quart d'heure entre les animateurs, qui nous parlent d'eux, de leurs problèmes... On lance la «QDS», la Question Du Soir, un sondage Facebook, sur des sujets variés, tels : « Quelle est la première chose à laquelle vous avez pensé ce matin ». Les auditeurs répondent à la QDS sur les pages facebook et twitter de l'émission et par SMS, et pendant l'émission, souvent après les coupures pub, Sandra lit certains des messages, tirés au sort.

- 21h00 : C'est L'embrouille-au-couple : Un auditeur appelle pour faire une blague à son (sa) partenaire.

- 21h30 : C'est Le zapping de Sandra : Sandra décrypte l'actualité, les buzz télévisés et ceux d'Internet de manière humoristique, en passant des sons d'émission TV, des vidéos YouTube... Elle a régulièrement des invités au téléphone. Anciennement à 22h00.

- 22h00 : C'est Le son de 22h00 : En début d'émission, sur Facebook et Twitter (X), l'équipe propose de choisir une musique parmi trois possibilités. Les auditeurs peuvent voter sur ces réseaux sociaux pour leur musique préférée. À 22h00, la musique qui a reçu le plus de votes est diffusée à l'antenne.

- 22h30 : C'est le Jeu pourri de Tony. Le jeu n'est pas forcément juste car Tony ajoute ou enlève des points selon son humeur. Il y a des qualifications tout au long de la semaine, pour participer à la finale. Le jeudi, lors de l'« apopée » (mot-valise d'apogée et épopée), la finale, on gagne un cadeau (voyage, console de jeu...).

- 22h30 : Comme le CSA interdit de parler de sujets crus avant 22h30, les sujets deviennent axés sur la sexualité.

- 23h55 : Les 5 dernières minutes : Tous ceux, ou presque, qui appellent le standard passent directement à l'antenne pour donner sa dédicace ou partager une page YouTube. Ce sont les cinq dernières minutes de l'émission qui y sont réservées.

- 0h00 voire 0h05 : Début du passage d'antenne avec Dario ou d'autre DJ's et son émission Radio New-York.  ou encore PartyFun

### Événements hebdomadaires
- Le lundi à 23h00, Jeff et Tony lancent le Jeff and Tony Show. Le qualifiant par eux-mêmes de « l'émission dans l'émission », ils ne se prennent pas au sérieux, se faisant passer pour des Américains animant un Late-night show. Leur but est de répondre au standard d'une manière « américaine » et très caractérisée, et d'appeler des personnes aux noms originaux pour faire des canulars. Auparavant déprogrammé pour la saison 2011-2012, ils reprennent la même formule que les années précédentes à l'exception des « Jeff and Tony news », disparues à la suite du départ de Mélanie. Ce dernier est désormais remplacé par une parodie du jeu « Allo tu dors ? », n'ayant pas vraiment définis les règles du jeu, l'appelé ne peut gagner, qu'il dise oui ou non ; les gains sont exprimés en « Dongs », monnaie fictive dont 1 Euro égale environ 10 000 Dongs.
- Depuis la rentrée 2012, à n'importe quel moment de l'émission, Lilou peut annoncer une ou plusieurs nouvelles « people ». Ce sont les gossips de Lilou

- Le mardi à 23h00, l'équipe réalise un défi pour rentrer dans le Guiness Book. Les épreuves sont tous autant variées que stupides ; par exemple boire 120 ml de tabasco ou encore courir le 100 m avec du piment dans le caleçon.

- Le dimanche est un florilège des meilleurs moments de l'émission de la semaine passée.

- Ze Voix : Du 29 mars 2012, et ce chaque jeudi à 23h, se déroulait une parodie de l'émission The Voice, la plus belle voix appelée Ze Voix. Elle reprenait les mêmes principes que l'émission de TF1 avec pour coachs les 4 animateurs. La gagnante a pu chanter dans les studios le 14 juin 2012 pour la 1re saison. La saison 2 a commencé le 31 janvier 2013 et est diffusée tous les jeudis soir à 22 heures.